# Martin Rump

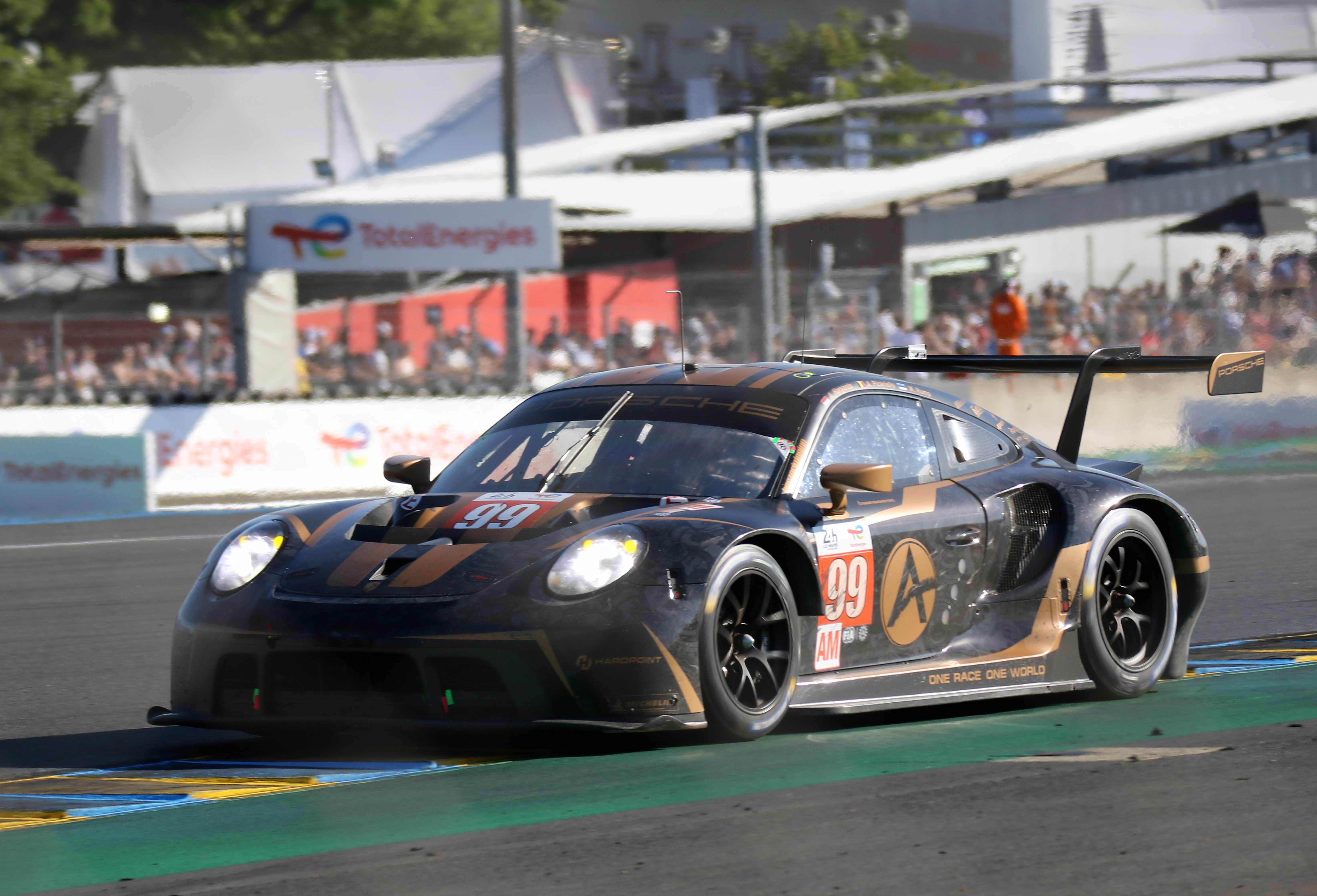
Der von Martin Rump gefahrene Porsche 911 RSR-19 Sonntagmorgen beim 24-Stunden-Rennen von Le Mans 2022

Martin Rump (* 2. April 1996 in Tallinn) ist ein estnischer Autorennfahrer.

## Karriere als Rennfahrer
Martin Rump begann seine Karriere 2006 im Kartsport. Nach dem Gewinn einiger estnischer und europäischer Meisterschaften fuhr er 2011 sein erstes Monopostorennen. Er startete in der Formel Renault, wo er 2013 Zweiter in der Formula Renault 1.6 NEZ wurde. Ab der Saison 2015 bestritt er neben seinen Monopostoeinsätzen auch GT-Rennen. Erster Erfolg war dort der Sieg in der GTC-Klasse beim 12-Stunden-Rennen von Sepang 2015. In der zweiten Hälfte der 2010er-Jahre war Martin Rump als Fahrer vor allem in Asien aktiv. 2015 gewann er die Formula Masters China Series und 2018 den Audi R8 LMS Cup. 2021 folgte die Rückkehr nach Europa und 2022 der Einstieg in die European Le Mans Series.

## Statistik

### Karrierestationen
| - 2006–2010: Kartsport - 2015: Formula Masters China Series (Rang 1) - 2018: Audi R8 LMS Cup (Rang 1) |

### Le-Mans-Ergebnisse
| Jahr | Team               | Fahrzeug           | Teamkollege        | Teamkollege        | Platzierung | Ausfallgrund |
| ---- | ------------------ | ------------------ | ------------------ | ------------------ | ----------- | ------------ |
| 2022 | Absolute Racing    | Porsche 911 RSR-19 | Andrew Haryanto    | Alessio Picariello | Rang 44     |              |
| 2023 | Proton Competition | Porsche 911 RSR-19 | Michael Fassbender | Richard Lietz      | Ausfall     | Unfall       |

### Einzelergebnisse in der FIA-Langstrecken-Weltmeisterschaft
| Saison | Team               | Rennwagen       | 1   | 2   | 3   | 4   | 5   | 6   | 7   |
| ------ | ------------------ | --------------- | --- | --- | --- | --- | --- | --- | --- |
| 2022   | Absolute Racing    | Porsche 911 RSR | SEB | SPA | LEM | MON | FUJ | BAH |     |
| 2022   | Absolute Racing    | Porsche 911 RSR | 44  |     |     |     |     |     |     |
| 2023   | Proton Competition | Porsche 911 RSR | SEB | POR | SPA | LEM | MON | FUJ | BAH |
| 2023   | Proton Competition | Porsche 911 RSR | DNF |     |     |     |     |     |     |